# Erster Osmanisch-Venezianischer Krieg (1423–1430)

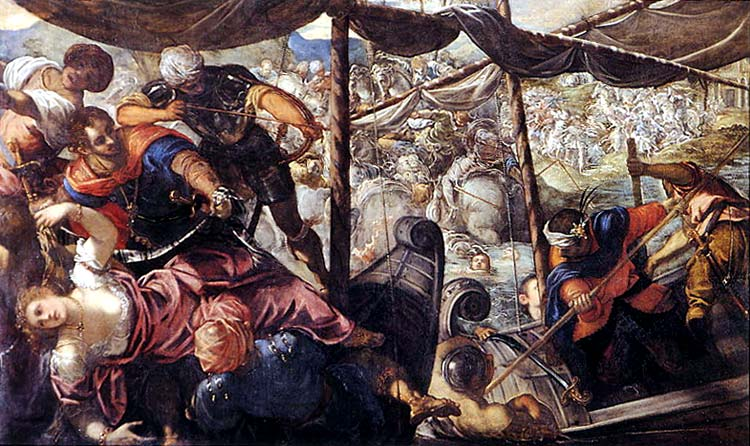
Ein venezianisches Geschwader versucht die Besatzung einer Eskorte von osmanischen Handelsschiffen zu entern. (Il ratto di Elena oder Battaglia navale von Jacopo Tintoretto (1588–1589); Prado)

Der Erste Osmanisch-Venezianische Krieg von 1422 bis 1430 fand zwischen dem Osmanischen Reich unter Murad II. und der Republik Venedig über die Kontrolle von Thessaloniki im heutigen Griechenland statt. Die Osmanen eroberten die Stadt, die für die nächsten fünf Jahrhunderte in osmanischen Händen blieb, bis sie Teil des Königreichs Griechenland im Jahr 1912 wurde.

## Vorgeschichte
Nachdem der Sultan Bayezid I. Yıldırım 1402 in der Schlacht bei Ankara schwer verwundet worden war (er verstarb schließlich im März 1403 infolge dieser Verwundung), begannen dessen Söhne das Reich unter sich aufzuteilen und um die Nachfolge zu kämpfen. Das Byzantinische Reich und Venedig versuchten diese Instabilität im Osmanischen Reich zu nutzen, um ihren Einfluss auf dem Balkan und sowohl in der Ägäis als auch im Ionischen Meer auszuweiten.
Die griechische Stadt Thessaloniki war bereits bis 1403 unter osmanischer Kontrolle, bevor sie nach der Schlacht von Ankara vom osmanischen Thronprätendenten Süleyman Çelebi an Byzanz zurückgegeben wurde. Während des Bürgerkriegs im osmanischen Reich kristallisierten sich der spätere Sultan Mehmed Çelebi und dessen von Byzanz und Venedig unterstützter Bruder Mustafa Çelebi als wesentliche Rivalen heraus. Trotz byzantinischer und venezianischer Unterstützung konnte sich Mustafa Çelebi nicht durchsetzen und floh schließlich 1416 nach Thessaloniki. Als 1422 Mehmed Çelebi damit drohte Thessaloniki anzugreifen, verweigerten die Byzantiner ihre Unterstützung und gaben die Stadt auf, welche nun nur noch von venezianischen Truppen verteidigt wurde.

## Verlauf
Zuerst versuchte Venedig noch mithilfe diplomatischer Mittel, die Kontrolle über die Stadt zu gewährleisten, als dies aber scheiterte, begannen die Osmanen mit der Belagerung und Plünderung des Umlands der Stadt. Im Gegenzug entsandte Venedig mehrere Geschwader in die Ägäis und das Ionische Meer, um den osmanischen Handel vor allem um Gallipoli zu stören. Allerdings blieb dies wenig erfolgreich. Auch die Versuche Venedigs, einen weiteren Bürgerkrieg im Osmanischen Reich zu entfachen, blieben erfolglos. Schließlich begannen langwierige Verhandlungen, in denen Venedig vorschlug, gegen eine jährliche Tributzahlung Thessaloniki weiterhin zu kontrollieren, jedoch verliefen diese Verhandlungen im Sande und wurden von den Osmanen zusätzlich hinausgezögert, da die Blockade der Stadt Wirkung zeigte und es nach osmanischer Einschätzung nur eine Frage der Zeit war, bis diese fiel.
Am 29. März 1430, nach acht Jahren Belagerung, stürmten die Osmanen schließlich die Stadt, durchbrachen die Mauern und plünderten sie. Etwa siebentausend Einwohner der Stadt wurden versklavt.

## Folgen
Nach dem Fall der Stadt wurde ein Friedensvertrag geschlossen, in dem Venedig Thessaloniki an die Türken abtrat, die Osmanen verpflichteten sich ihrerseits, deren Besitzungen in der Ägäis und der Adria anzuerkennen. In den Jahren nach der Eroberung der Stadt gelang es osmanischen Truppen, große Teile von Griechenland zu erobern, was zu erneuten Spannungen und schließlich dem Zweiten Osmanisch-Venezianischen Krieg (1463–1479) führte.